# Marion Zinderstein Jessup
Marion Zinderstein Jessup (ur. 6 maja 1896 w Allentown, zm. 14 sierpnia 1980 w hrabstwie Litchfield) – amerykańska tenisistka, medalistka igrzysk olimpijskich. Zinderstein dwukrotnie była finalistką najbardziej prestiżowej imprezy tenisowej w Stanach Zjednoczonych – wielkoszlemowego US Open. Po raz pierwszy w roku 1919 – przegrała wówczas z Hazel Hotchkiss Wightman 1:6, 2:6 oraz rok później, kiedy uległa norwesko-amerykańskiej zawodniczce, Molli Mallory 3:6, 1:6.
Czterokrotnie triumfowała w grze podwójnej turnieju US Open – w latach 1918–1920 oraz w roku 1922. Trzy pierwsze turnieje wygrała z Eleonorą Sears, a czwarty z Helen Wills Moody. W roku 1924 doszła do finału debla US Open.
W 1919 roku wygrała turniej gry mieszanej US Open razem z Vincentem Richardsem.